# Théorie de la création continuée
 (septembre 2024).
Si vous disposez d'ouvrages ou d'articles de référence ou si vous connaissez des sites web de qualité traitant du thème abordé ici, merci de compléter l'article en donnant les références utiles à sa vérifiabilité et en les liant à la section « Notes et références ».
En philosophie, la théorie de la création continuée est la façon qu'a Descartes de concevoir la création du monde par Dieu. Elle apparaît tout aussi bien dans le Discours de la méthode ainsi que dans les Méditations métaphysiques. Selon lui, la nature est un mécanisme, une machine dépourvue d'un quelconque dynamisme interne qui ne saurait exister par elle-même. Pour Descartes, l'acte création ne doit pas être réduit à l'origine du monde ; Dieu n'a pas créé la nature pour la laisser être et exister. Étant incapable d'être par elle-même, la nature est donc suspendue à la « création continuée » ; autrement dit, elle est continuellement renouvelée.
Ce concept apparait en 1597 dans le corpus doctrinal catholique avec le jésuite Francisco Suarez, et en 1992, le Catéchisme de l'Église catholique le formule ainsi : « Avec la création, Dieu n’abandonne pas sa créature à elle-même. Il ne lui donne pas seulement d’être et d’exister, Il la maintient à chaque instant dans l’être, lui donne d’agir et la porte à son terme. Reconnaître cette dépendance complète par rapport au créateur est une source de sagesse et de liberté, de joie et de confiance ».